# Chořelice
Chořelice (německy Korzelitz) je dřívější osada, dnes základní sídelní jednotka a katastrální území města Litovel (na jeho jižním okraji) v Olomouckém kraji. Žije zde 313 obyvatel. Předsedou osadního výboru je Ing. Vladimír Vaněk.

## Jméno
Původní jméno vesnice bylo Chořelúc (mužského rodu, v nejstarším dokladu z 1371 zapsáno jako Chorzielucz) a bylo odvozeno od osobního jména Chořelút (v němž byla obsažena přídavná jména ch(v)orý – "hubený" a lútý – "lítý"). Význam místního jména byl "Chořelútův majetek". Po provedení hláskové změny ú > í vznikla podoba Chořelíc, která se brzy změnila na Chořelice podle jmen jiných osad s tím zakončením. V místním nářečí se do 20. století udrželo jednotné číslo v podobě Chořelec, které občas proniklo i do písemných záznamů (např. 1751 Korželetz).

## Historie

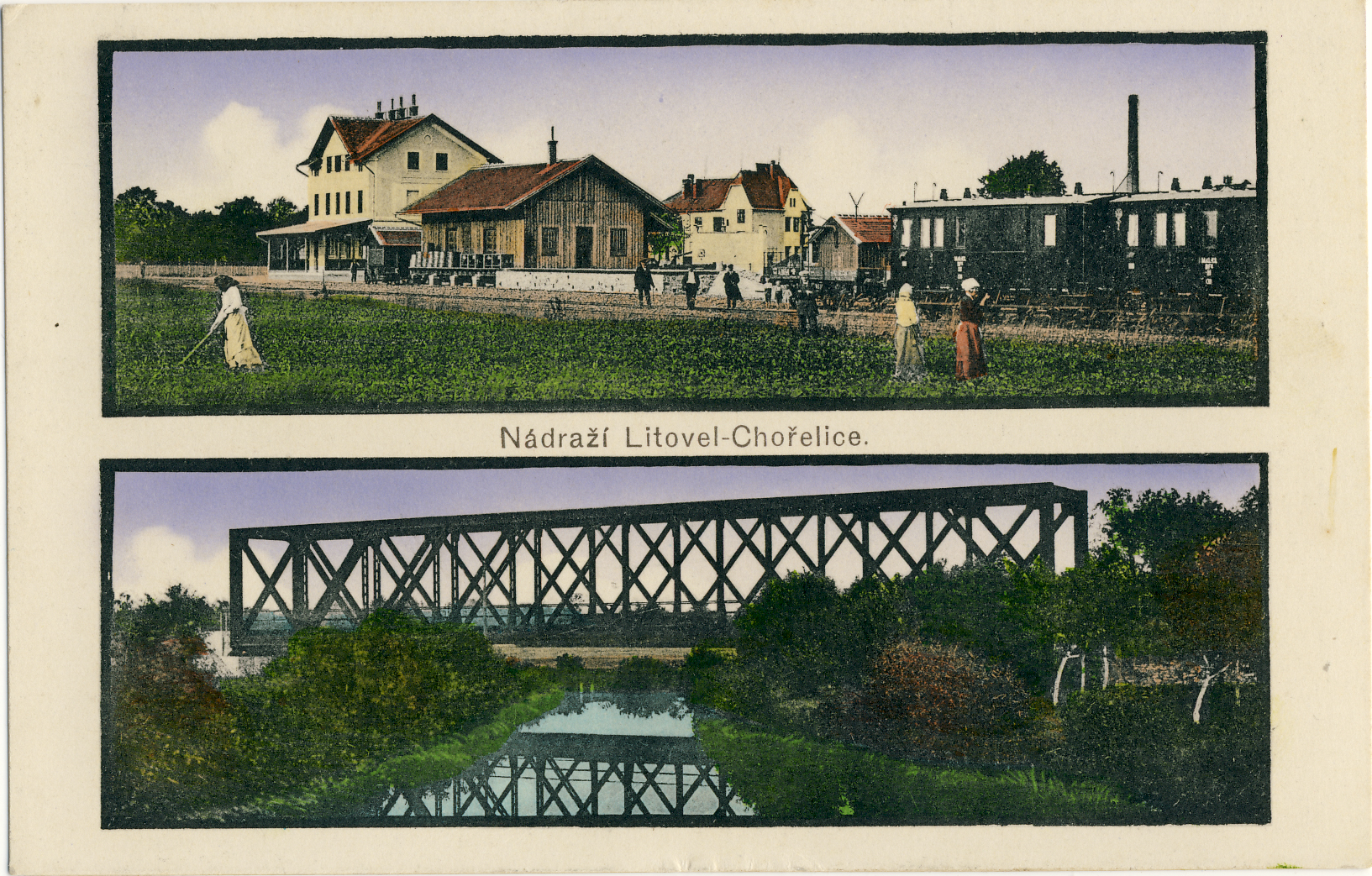
Historická pohlednice s nádražím

Od 14. století byly Chořelice zeměpanským majetkem. V 16. století se staly součástí města Litovel. Úplná integrace k městu proběhla roku 1975. Vesnice byla původně zemědělskou obcí, z průmyslové výroby se zde vyráběly pouze cihly.
V roce 2004 Chořelice zasáhlo tornádo.
V ranních hodinách 16. března 2020, v době, kdy se Česká republika potýkala s pandemií covidu-19, rozhodli hygienici s ohledem na prudký nárůst pacientů s tímto onemocněním o uzavření měst Uničova a Litovle spolu s jejich okolím. Policie oblast střežila a neumožnila nikomu do oblasti vstoupit, ani ji opustit. Jednou z takto zasažených vesnic byly i Chořelice. Uzavření oblasti skončilo 30. března.

## Zajímavosti
Chořelice jsou starobylá obec slovanského původu, což dosvědčuje název a poslední archeologické vykopávky. Uprostřed obce je krásná náves s kaplí a mnoha typickými hanáckými grunty. Vzhled obce ale narušuje město Litovel svým průmyslovým předměstím.[zdroj?]
Nedaleko obce je v místě bývalé cihelny motokrosový areál, kde se pořádaly známé superkrosové závody. FC Chořelice hrají 2. ligu v malém fotbale, okresu Olomouc. Působí zde také Sbor dobrovolných hasičů Chořelice.

## Symboly

Znak
Vlajka